# Petter Myhlback
Petter Myhlback (* 24. Oktober 1976) ist ein ehemaliger schwedischer Skilangläufer.

## Werdegang
Myhlback, der für den Karlslunds IF startete, debütierte im Dezember 2003 im Val di Fiemme im Skilanglauf-Weltcup und belegte dabei den 26. Platz im Sprint. Sein erstes Rennen im Scandinavian-Cup lief er im Dezember 2004 in Veldre, welches er auf dem ersten Platz im Sprint beendete und errang damit zum Saisonende den 13. Platz in der Gesamtwertung. Im März 2005 erreichte er in Drammen mit dem neunten Platz im Sprint seine erste Top-Zehn-Platzierung im Weltcup. Ende Dezember 2005 siegte er im Sprint beim Far-East-Cup in Changchun. In der Saison 2006/07 kam er bei vier Weltcupteilnahmen, dreimal in die Punkteränge. Dabei erreichte er in Changchun mit dem sechsten Platz im Sprint seine beste Platzierung im Weltcup. Zum Saisonende errang er den 32. Platz im Sprintweltcup. Beim Saisonhöhepunkt den Nordischen Skiweltmeisterschaften 2007 in Sapporo belegte er den 22. Platz im Sprint. Sein 11. und damit letztes Weltcuprennen absolvierte er im März 2007 in Stockholm, welches er auf dem 39. Platz im Sprint beendete.

## Sonstiges
Sein Sohn Alvar ist ebenfalls Skilangläufer.

## Siege bei Continental-Cup-Rennen
| Nr. | Datum             | Ort       | Disziplin       | Serie            |
| --- | ----------------- | --------- | --------------- | ---------------- |
| 1.  | 10. Dezember 2004 | Veldre    | Sprint Freistil | Scandinavian Cup |
| 2.  | 31. Dezember 2005 | Changchun | Sprint Freistil | Far-East-Cup     |